# Ernest Legouvé
Pour l’article homonyme, voir Récif Ernest Legouvé.
Ernest Legouvé, né le 15 février 1807 à Paris et mort dans la même ville le 14 mars 1903, est un écrivain français, dramaturge, poète, moraliste, défenseur des droits des femmes et critique.

## Biographie

### Jeunesse et formation
Fils du poète Gabriel-Marie Legouvé, Ernest Legouvé (Gabriel-Jean-Baptiste-Ernest-Wilfrid Legouvé pour l'état civil) perd sa mère à l'âge de trois ans ; peu après, son père est interné à la « Folie Sandrin » (rue Norvins), et meurt deux ans plus tard. L'enfant hérite d'une fortune considérable et est éduqué avec soin par son tuteur Jean-Nicolas Bouilly qui lui donne l'amour des belles-lettres.

### Vie personnelle

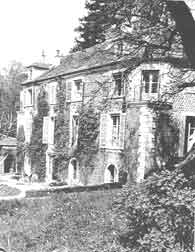
La Maison Rouge à Seine-Port.

Le 6 février 1834, il épouse Sophie-Georgina de Courbon Mackenzie à Paris. Ils ont deux enfants, Marie-Élisa (1835–1906) et Georges (1837–1850). À l'âge de trois ans, fin 1838, leur fille Marie-Élisa, tombée gravement malade, est miraculeusement guérie par Samuel Hahnemann, fondateur de l'homéopathie. Après la mort précoce de son frère en 1850, elle reste très attachée à sa famille et sert de secrétaire à son père. Sa famille voulait la marier à leur ami intime Victor Schœlcher, qui avait trente-et-un ans de plus qu'elle. Cet ami se sentait « décidément trop vieux pour faire son bonheur » et était trop absorbé par ses tâches politiques abolitionnistes. Finalement elle épouse Louis-Émile Lefèbvre-Desvallières (1822–1912), directeur des Messageries Maritimes, le 28 mai 1856. Ernest Legouvé est ainsi le grand-père du peintre George Desvallières et de l’auteur dramatique Maurice Desvallières.
À partir de 1834, Ernest Legouvé et sa famille louent plusieurs maisons à Seine-Port dont, en dernier lieu, en 1842, la « Maison Rouge », 9 rue de Nandy, qu'il achète en 1849. Il prend l'habitude d'y passer les mois d'été, de juin à novembre, jusqu'à la fin de ses jours. Il y reçoit ses intimes : Eugène Labiche, qui vient en voisin de son château de Lagrange, Charles Gounod, Eugène Scribe, Victor Schœlcher, Jean Reynaud, François Coppée, les peintres Jules-Élie Delaunay et Amaury-Duval, le sculpteur Aimé Millet, etc.
Passionné d'escrime, il est considéré comme un des meilleurs tireurs français mais a toujours refusé de se battre en duel. Juste avant la guerre, il a loué une partie du rez-de-chaussée de son appartement, 14 rue Saint-Marc, à un escrimeur nommé Robert. La salle d'armes devient ensuite le siège de l'École d'escrime française.
Il meurt dans la maison où il est né, 14 rue Saint-Marc. Ses obsèques ont lieu en l'église Notre-Dame-des-Victoires, où la cérémonie religieuse est présidée par l'évêque de Tarbes, François-Xavier Schoepfer, un ami de la famille. Après la cérémonie, le cercueil est transporté à Seine-Port et inhumé dans un caveau de famille qu'il s'est fait construire (Le Petit Parisien, 17 mars 1903).

### Écrivain

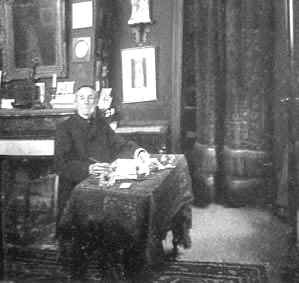
Ernest Legouvé à sa table de travail.

Dès 1829, son poème La Découverte de l'imprimerie est couronné par l'Académie française. En 183, il publie un curieux recueil de vers intitulé Les morts bizarres, puis plusieurs romans qui obtiennent un vif succès.
Legouvé est aussi l'auteur de pièces de théâtre. En collaboration avec Eugène Scribe, ses deux meilleurs ouvrages sont Adrienne Lecouvreur, qui triomphe à la Comédie-Française en 1849, et Bataille de dames. En 1854, le succès de sa tragédie Médée, qui le rattache à la réaction néo-classique face aux excès du romantisme à laquelle est attaché le nom de François Ponsard, est pour beaucoup dans son élection à l'Académie française, en 1855, au fauteuil de Jacques-François Ancelot (fauteuil no 30). Il est aussi librettiste, par exemple pour l'opéra-comique L'Amour africain d'Émile Paladilhe.

### Essayiste
Il est chargé par Adrien Hébrard de la rubrique littéraire du Temps.
Sa célébrité lui vient surtout de ses conférences sur les droits des femmes et l'éducation progressiste des enfants : il préconise notamment l'éducation physique. En 1847, il donne au Collège de France un cours sur « l'histoire morale des femmes » qui a un succès considérable et est publié en 1848. Dans ces domaines, il fait figure de précurseur avec des ouvrages comme La Femme en France au XIXe siècle (1864, nouvelle édition augmentée en 1878), Messieurs les enfants (1868), Conférences parisiennes (1872), Une éducation de jeune fille (1884).
En 1881, il est nommé directeur des études de l’École normale supérieure de jeunes filles de Sèvres et inspecteur général de l'Instruction publique.
En 1886-1887, il publie une autobiographie en deux volumes, Soixante ans de souvenirs. Il y consacre notamment un chapitre à Hector Berlioz, dont il a été un ami proche mais l'exactitude de ses souvenirs, comme ceux relatifs à Chopin ou à Gounod, reste sujette à caution.
L’Académie française lui décerne le Prix Jean-Reynaud en 1899.

### Vie politique
Ernest Legouvé s'est longtemps maintenu à l'écart de la vie politique.
Cependant, c'est un grand ami de Victor Schœlcher — dont il sera l’exécuteur  testamentaire — et c'est à lui que, le 27 avril 1848, Schœlcher annonce en premier la nouvelle de l'abolition de l'esclavage dans les colonies françaises:

« Le 27 avril 1848, les membres du Gouvernement provisoire tenaient conseil dans la salle ordinaire de leurs  délibérations. La séance à peine terminée, l'un d'eux en sortit précipitamment, d'un bond, il était dans la rue, puis dans la maison de Legouvé. Hors d'haleine et hors de lui, une émotion indescriptible agitant et transfigurant tout son être, il fit irruption dans le cabinet de travail de son ami « Ils l'ont enfin signé» » s'écria-t-il !, « Vous voilà immortel », répondit simplement le futur académicien. C'est, dans ces termes que Victor Schœlcher porta au confident intime de sa pensée la nouvelle du grand acte de libération qui venait de s'accomplir »

.
Durant la même période, Ernest Legouvé, connu à l'époque pour ses positions féministes, se voit confier la tenue d'une série de conférences au Collège de France à destination des femmes. Ces cours feront par la suite l'objet d'un livre, publié en 1849 et intitulé « L'Histoire morale des femmes ». Sa diffusion dépassera la frontières françaises. Il sera traduit en plusieurs langues: anglais, russe, espagnol, suédois et une partie en italien. Il y défend les droits (davantage d'accès à l'éducation) et l'autonomie économique et sociale pour les femmes,.
En 1876, il refuse une candidature au Sénat dans le département de la Meuse.
L'ébranlement de l'Affaire Dreyfus est tel qu'il ne peut s'empêcher de prendre position publiquement. Alors qu'il est dans sa 92e année, il adhère à la Ligue de la patrie française ; il s'en explique dans Le Temps du 4 janvier 1899 : « L'idée de patrie, nous a dit l'honorable académicien, est inséparable de l'idée de justice ; nous sommes tous d'accord là-dessus. À mon avis, la ligue nouvelle devra rechercher tous les moyens de conciliation et d'apaisement ; elle devra s'efforcer de rapprocher tous les Français dans l'intérêt de la patrie et de leur rappeler qu'il faut garder l'amour le plus profond de l'armée nationale et le respect absolu à nos lois ». Ce faisant, Ernest Legouvé agit en conformité avec les sentiments conservateurs de la majorité de l'Académie française, dont vingt-six membres rallient la Ligue de la Patrie française qui entend, sous la présidence de leurs collègues Jules Lemaître et François Coppée, rassembler les antidreyfusards modérés et républicains, notamment parmi les intellectuels.

## Citation

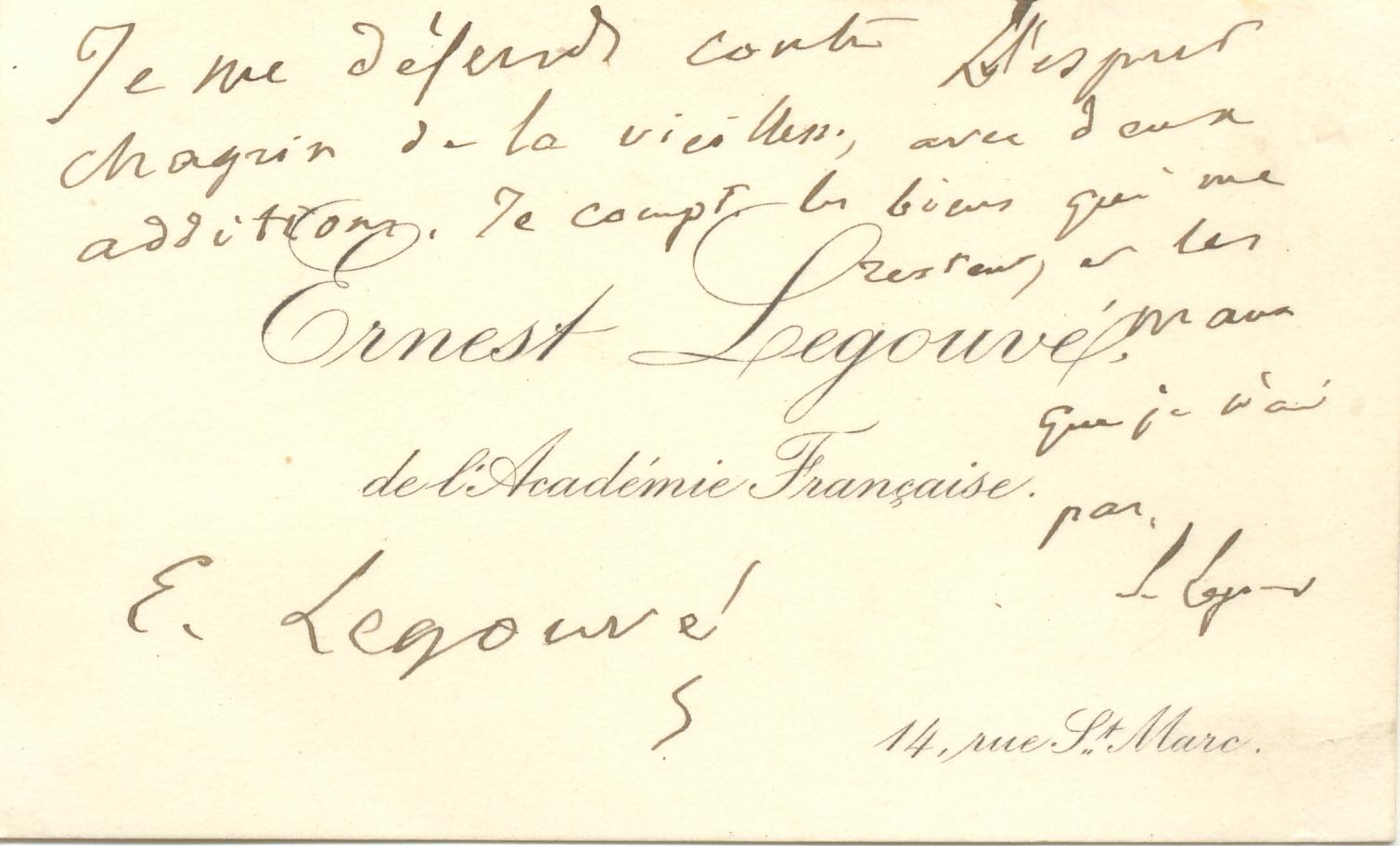
L´Art de vieillir: Carte de Visite d'Ernest Legouvé (1890).

« Avant de parvenir à son étal définitif, l'ouvrage d'Ernest Legouvé, son Histoire morale des femmes, a eu deux formes différentes. D'un travail inséré dans l'Encyclopédie nouvelle, l'auteur avait fait ensuite un cours au collège de France. C'était au milieu du tumulte de 1848. La France venait de se précipiter dans une révolution. Le cours de M. Legouvé fut un des épisodes de cette révolution. Quand il fut terminé, M. Legouvé s'empressa de résumer ses leçons dans un volume qui parut en 1849. Deux éditions in-8 n'ont pas suffi à l'empressement des lecteurs. Le volume, aujourd'hui se transforme en in-12 ; il arrive aux honneurs d'une édition populaire. L'histoire morale des femmes est moins une histoire que l'étude d'une question assurément très intéressante. Il s'agit de savoir si les femmes occupent dans la famille et dans la société la position qui leur est due. L'auteur examine leur position, comme filles, comme épouses, comme mères. Il critique nos mœurs, il critique nos lois. »

— Vincent-Félix Vallery-Radot , Le Constitutionnel, 29 avril 1856
Dans l'Histoire morale des femmes, Ernest Legouvé formule un concept correspondant à l'adage Derrière chaque grand homme se cache une femme : « Passez en revue, par la pensée, les hommes éminents qui vous sont connus, et plus d'une fois, en pénétrant dans le secret de leur vie, vous y découvrirez une femme qui a sa part dans leur conduite ».
L`éducation est l´art d´apprendre à un enfant à se passer de nous.
Je me défends contre l´ésprit chagrin de la vieillesse avec deux additions : « Je compte les biens qui me restent et les maux que je n`ai pas » (Ernest Legouvé, de sa propre main sur sa carte de visite, environ 1890).

## Œuvres
- 1829 : La Découverte de l'imprimerie, poésie - Mon père, poésie
- 1830 : Le Mérite des femmes
- 1832 : Les Morts bizarres, poésie
- 1833 : Max, roman
- 1834 : Les Vieillards, roman
- 1838 : Louise de Lignerolles, théâtre
- 1840 : Édith de Falsen, roman
- 1845 : Guerrero ou la Trahison, théâtre
- 1848 : Histoire morale des femmes
- 1849 : Adrienne Lecouvreur, théâtre, avec Eugène Scribe
- 1850 : Les Contes de la reine de Navarre, théâtre
- 1851 : Bataille de dames, théâtre, avec Eugène Scribe
- 1855 : Médée, théâtre - Par droit de conquête, théâtre, avec Eugène Scribe
- 1857 : Le Pamphlet, théâtre - Les Deux Hirondelles de cheminée, poésie
- 1858 : Les Doigts de fée, théâtre
- 1860 : Béatrix ou la Madone de l'art, roman
- 1861 : Béatrix, théâtre - Un jeune homme qui ne fait rien, théâtre
- 1864 : La Femme en France au XIXe siècle - Jean Reynaud, monographie
- 1865 : Les Deux Reines de France, drame avec chœurs, en quatre actes, en vers, musique de Charles Gounod[11] ;
- 1867 : Miss Suzanne, théâtre - Les Pères et les Enfants au XIXe siècle, 2 vol.
- 1868 : À deux de jeu, théâtre
- 1871 : Les Épaves du naufrage
- 1872 : Conférences parisiennes
- 1873 : Sully, monographie
- 1874 : Eugène Scribe, monographie
- 1875 : Monsieur Samson et ses élèves - L'Amour africain, opéra comique, avec Émile Paladilhe - Nos Fils et nos Filles
- 1876 : La Cigale chez les fourmis, théâtre, avec Eugène Labiche - La Fleur de Tlemcen, théâtre
- 1876 : Ma fille et mon bien, théâtre
- 1877 : L'Art de la lecture - Une séparation, théâtre
- 1880 : Anne de Kerviler, théâtre - Études et souvenirs de théâtre - Maria Malibran - Les Fastes Thiers, l'Apothéose
- 1881 : La Lecture en action
- 1882 : La Lecture en famille
- 1886 : Soixante ans de souvenirs, J. Hetzel (Paris) (sur Wikisource)
- 1887 : Théâtre complet, 3 vol.
- 1890 : Une élève de seize ans, J. Hetzel (Paris), Bibliothèque d'éducation et de récréation - Fleurs d’hiver, fruits d’hiver. Histoire de ma maison - Épis et bleuets
- 1898 : Dernier travail, derniers souvenirs